# Conacul Molnár Sándor din Cernat
Conacul Molnár Sándor din Cernat este un ansamblu de monumente istorice aflat pe teritoriul satului Cernat, comuna Cernat. În Repertoriul Arheologic Național, monumentul apare cu codul 64201.
Ansamblul este format din două monumente:
- Conacul Molnár Sándor (cod LMI CV-II-m-B-13177.01)
- Poartă (cod LMI CV-II-m-B-13177.02)